# Joanna Kośmider
Joanna Maria Kośmider z domu Starkiewicz (ur. 2 sierpnia 1938 w Warszawie, zm. 23 listopada 2023 w Szczecinie) – polska inżynier-chemik, specjalizująca się w dziedzinie inżynierii środowiska, w olfaktometrii przemysłowej i środowiskowej. Była badaczką psychofizyki węchu, prof. dr hab. n. techn. inż., związana z Zachodniopomorskim Uniwersytetem Technologicznym w Szczecinie.

## Życiorys
Była córką dwojga profesorów Witolda Starkiewicza – lekarza-okulisty i Julii Latkowskiej-Starkiewiczowej – pediatry.
Po przeniesieniu się do Szczecina po II wojnie światowej zdała maturę w liceum pedagogicznym, a następnie studia na Wydziale Chemicznym Politechniki Szczecińskiej ze specjalnością technologii włókien sztucznych i syntetycznych (1961). Napisała pracę magisterską Wpływ warunków alkoholizy polioctanu winylu na średni ciężar cząsteczkowy otrzymanego polialkoholu winylu pod kierunkiem profesora Tadeusza Rosnera. Bezpośrednio studiach została zatrudniona w Katedrze Chemii Fizycznej jako asystent, następnie (od 1963) jako starszy asystent, adiunkt (od 1970), profesor nadzwyczajny (od 1999). Doktorat (obroniony w 1970) napisała na temat Chromatograficzne metody analizy gazowych produktów reakcji utleniania chlorków kwasem azotowym, a jej promotorem był profesor Stanisław Bursa. W 1992 otrzymała stopień doktora habilitowanego w dziedzinie nauk technicznych w zakresie inżynierii środowiska na Wydziale Inżynierii Środowiska Politechniki Wrocławskiej za pracę Sensoryczne metody oceny zapachowej jakości powietrza i skuteczności dezodoryzacji. W 2004 uzyskała tytuł profesora nauk chemicznych.

## Praca zawodowa
Od 1993 była kierownikiem utworzonej przez siebie pierwszej w Polsce Pracowni Zapachowej Jakości Powietrza. W latach 2000–2007 była również kierownikiem Zakładu Ekologicznych Podstaw Inżynierii Środowiska, utworzonego w Instytucie Inżynierii Chemicznej i Procesów Ochrony Środowiska Politechniki Szczecińskiej. Na uczelni prowadziła zajęcia z przedmiotów: globalne problemy ekologii, podstawy ekologii, dezodoryzacja gazów, chemia fizyczna, inżynieria materiałowa, korozja i ochrona przed korozją.
Specjalizowała się w takich dziedzinach jak: odorymetria – pomiary emisji i immisji, sztuczny węch, dezodoryzacja gazów, modelowanie dyspersji odorantów. W stworzonej przez nią pracowni opracowano metody analizy sensorycznej: określenia przygruntowych stężeń odorantów, oznaczenia intensywności zapachu i jego hedonicznej jakości, ocen skuteczności dezodoryzacji itp. We współpracy z uniwersytetami w Lubece, Surrey i Tokio potwierdzono możliwość wykorzystania chromatografu gazowego (wyposażonego w sztuczną sieć neuronową) w odorymetrii.
Na zamówienie Ministerstwa Ochrony środowiska, Zasobów Naturalnych i Leśnictwa, opracowała we współpracy z Politechniką Wrocławską i Politechniką Warszawską koncepcję krajowej strategii zmniejszania uciążliwości zapachowej.
W ostatnich latach pracy zawodowej rozwijała badania percepcji zapachu mieszanin odorantów, próbując wyjaśnić powodowane przez te zapachy zagadkowe problemy psychofizyczne, prowadziła aktywną działalność pedagogiczną i dydaktyczną: zajęcia dydaktyczne dotyczące olfaktometrii, opieka nad kolejną pracą doktorską, opieka nad Studenckim Kołem Naukowym Zapachowej Jakości Powietrza.
Po przejściu na emeryturę interesowała się nadal mechanizmami powstawania wrażeń węchowych i innymi zagadnieniami z zakresu psychofizyki. Pełniła funkcję konsultanta w Pracowni Zapachowej Jakości Powietrza, której prowadzenie przekazała swojej doktorantce, dr inż. Małgorzacie Friedrich. Była aktywną wikipedystką (m.in. artykuły na temat olfaktometrii).
Jest autorką lub współautorką ponad 120 prac naukowych, ośmiu książek, podręczników i skryptów oraz czterech opatentowanych wynalazków. Była również promotorem czterech przewodów doktorskich i kilkudziesięciu prac dyplomowych w dziedzinie ochrony powietrza, szczególnie dezodoryzacji i odorymetrii.

## Niektóre publikacje
Spośród publikacji z lat 1960–2009 wymieniane są m.in. wydawnictwa zwarte:
- Dezodoryzacja gazów i ścieków (razem ze Stanisławem Bursą, Marianną Stanisz-Lewicką i Marią Kicińską), Wydawnictwo Naukowe Politechniki Szczecińskiej; tom I, wyd. 1985, OCLC 750470603; tom II, wyd. 1986, OCLC 749641221; tom IV wyd. 1990, OCLC 805327116 (tom III – nie ukończony).
- Globalne problemy ekologii. Problem 1: Odnawialne źródła energii, Wydawnictwo Naukowe Politechniki Szczecińskiej, 1991. OCLC 804124710.
- Odory, Wydawnictwo Naukowe PWN, Warszawa, 2002. ISBN 978-83-01-13744-1.

## Członkostwo w organizacjach
- Polskie Towarzystwo Chemiczne
- Stowarzyszenie Inżynierów i Techników Przemysłu Chemicznego[8].

## Odznaczenia i nagrody
- Nagroda Ministra Szkolnictwa Wyższego za doktorat
- Złoty Krzyż Zasługi (1982)
- Medal Komisji Edukacji Narodowej (1994)
- Nagroda Ministerstwa Edukacji Narodowej (2003)[8].

## Życie prywatne
Jej siostra, Ewa Pronicka, jest profesorem, kierownikiem Kliniki Chorób Metabolicznych Instytutu Pediatrii Centrum Zdrowia Dziecka w Międzylesiu pod Warszawą.
Joanna Starkiewiczówna wyszła za mąż w 1958 za Andrzeja Kośmidra (1937–2000). Miała troje dzieci: Andrzeja (ur. 1971) – przedsiębiorcę, Agatę (ur. 1976) – biologa i Bartosza (ur. 1976) – mechanika.
Od sierpnia 2010 wikipedystka. Na swojej stronie w tym projekcie napisała „Byłoby wspaniale, gdyby wszyscy emerytowani nauczyciele zechcieli poświęcić energię i wolny czas na popularyzację swoich dziedzin wiedzy w naszej Wikipedii” .
Zmarła 23 listopada 2023 w wieku 85 lat w Szczecinie. Została pochowana na tamtejszym Cmentarzu Centralnym.